# Hypericum monogynum
Hypericum monogynum är en johannesörtsväxtart som beskrevs av Carl von Linné. Hypericum monogynum ingår i släktet johannesörter, och familjen johannesörtsväxter. Inga underarter finns listade i Catalogue of Life.

## Bildgalleri

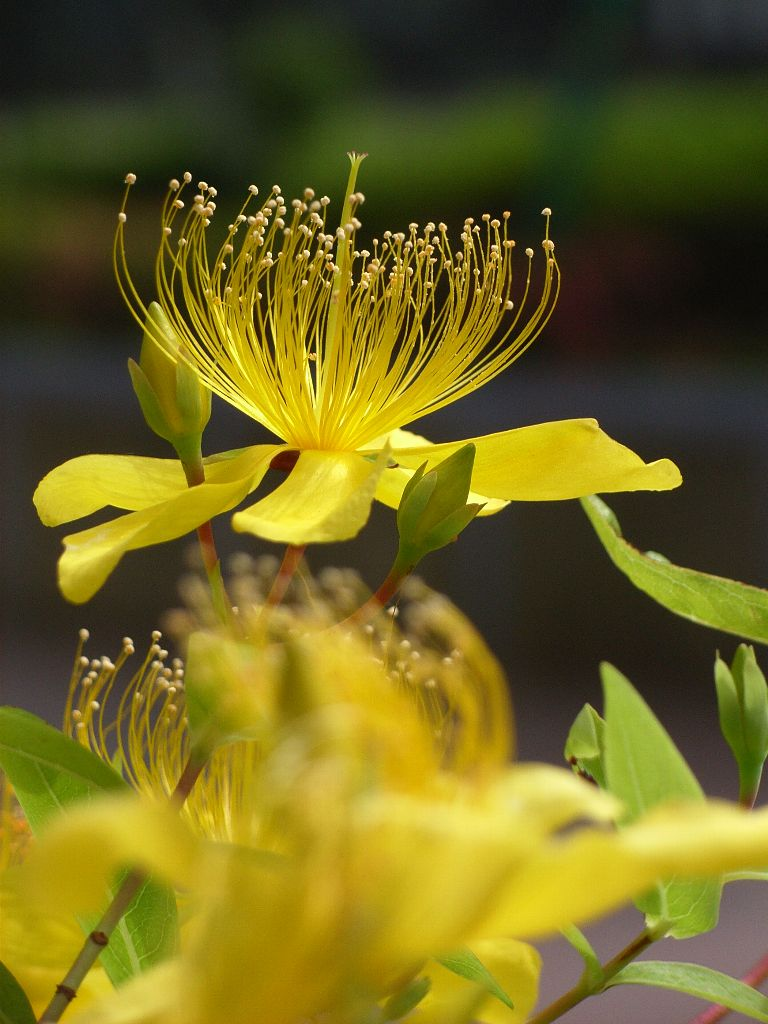
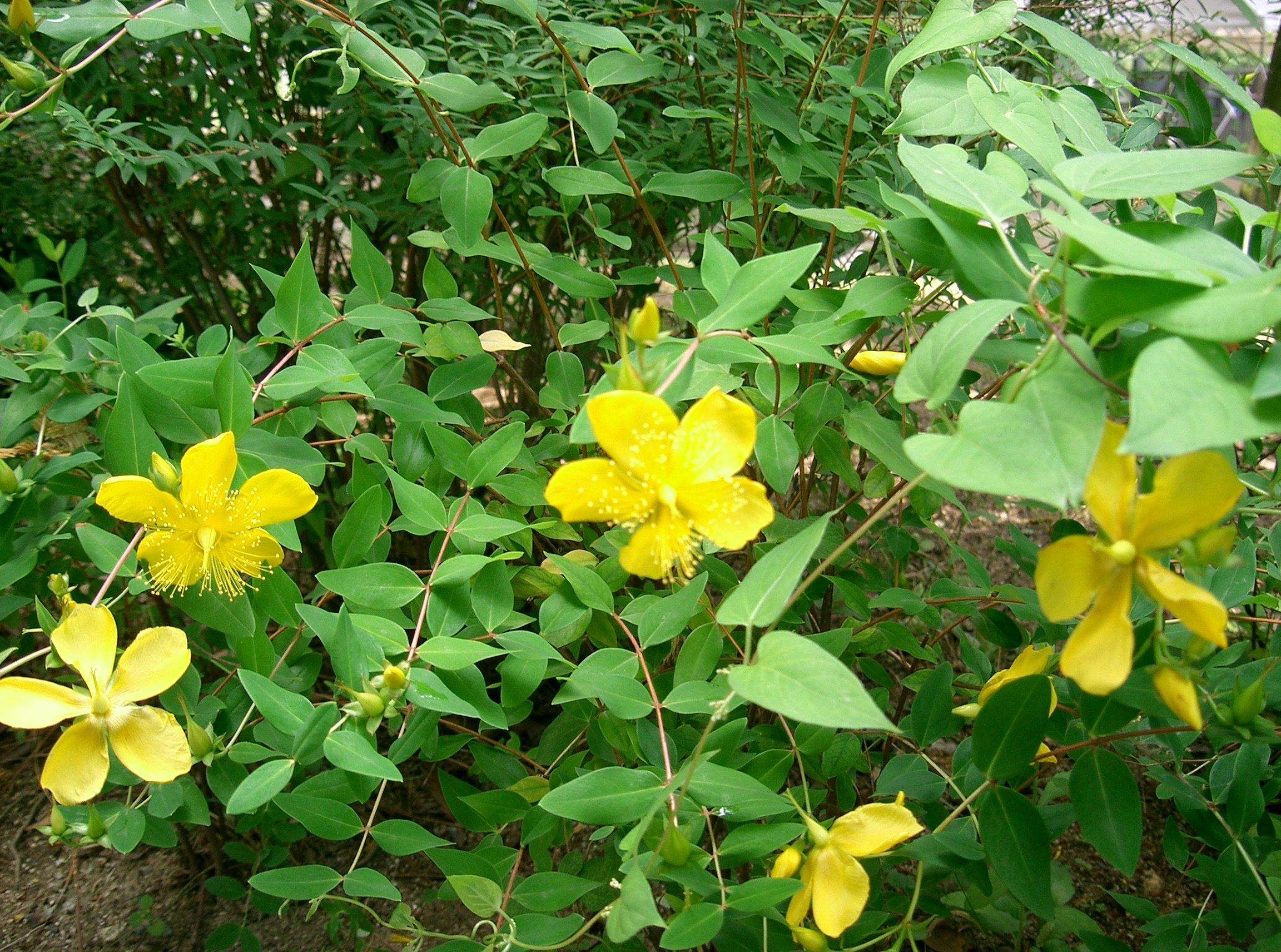
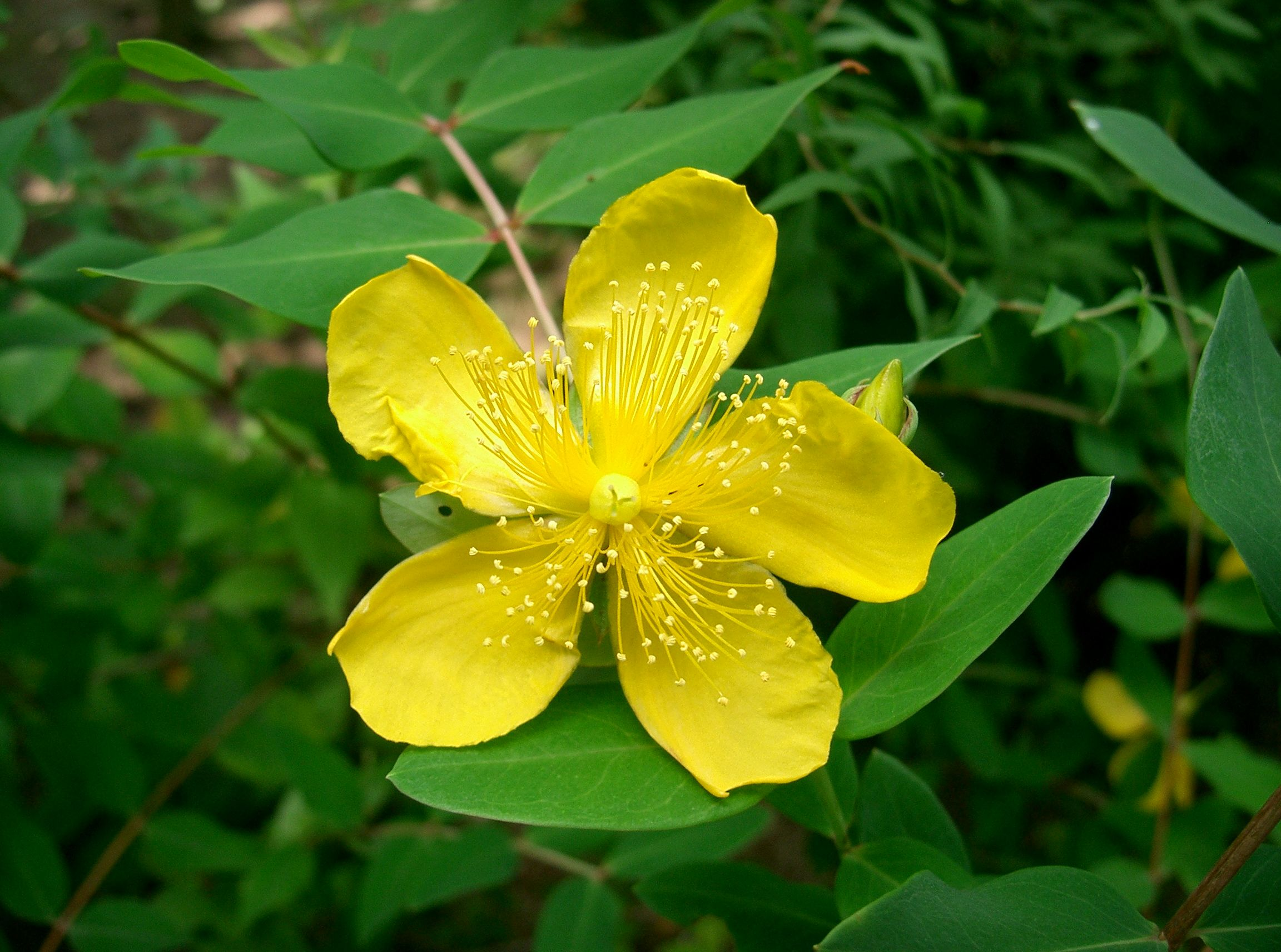